# Richard Simmons
Pour les articles homonymes, voir Simmons et Richard Simmons (acteur).
Milton Teagle Simmons, dit Richard Simmons, est un entraîneur en conditionnement physique, acteur, et producteur américain né le 12 juillet 1948 à La Nouvelle-Orléans (Louisiane) et mort le 13 juillet 2024 à Los Angeles (Californie).
Richard Simmons commence sa carrière en ouvrant un gymnase appelé Slimmons à Beverly Hills, destiné aux personnes en surpoids. Souvent parodié, il était un invité récurrent des débats télévisés et radiophoniques de fin de soirée, tels que Late Show with David Letterman et The Howard Stern Show.
Richard Simmons a continué de promouvoir la santé et l'exercice physique au cours d'une carrière de plusieurs décennies, avant d'élargir ses activités à l'activisme politique, notamment en 2008 en faveur d'un projet de loi imposant l'éducation physique non compétitive dans les écoles publiques dans le cadre du No Child Left Behind,.
En mars 2016, après n'avoir plus fait d'apparitions publiques depuis février 2014, des rumeurs concernant son bien-être ont commencé à faire surface dans les médias,. Son publiciste et d'autres personnes en contact avec lui (y compris le LAPD) ont affirmé que ces préoccupations étaient injustifiées et qu'il avait simplement choisi d'être moins visible publiquement.

## Biographie

### Enfance et formation
Né à La Nouvelle-Orléans, Milton Teagle Simmons est le fils de Leonard Douglas Simmons et de Shirley May (née Satin). Il grandit dans le quartier français de La Nouvelle-Orléans. Il a un frère aîné nommé Leonard, Jr. Son père grandit en tant que méthodiste et a travaillé comme maître de cérémonie, puis dans des friperies. Sa mère, d'origine juive russe, était une danseuse itinérante, puis une vendeuse de produits cosmétiques.
Simmons se convertit plus tard au catholicisme et fréquente le lycée Cor Jesu, connu aujourd'hui sous le nom de Brother Martin High School,,. Il étudie à l'université de Louisiane à Lafayette avant d'obtenir un baccalauréat universitaire en art à l'Université d'État de Floride.

### Débuts dans le fitness
Richard Simmons devient obèse au cours de sa petite enfance et de son adolescence. Il est en surpoids dès l'âge de 4 ans et, à l'âge de 5 ans, sait que c'était perçu négativement. À l'âge de 15 ans, il pesait 83 Kg (182 livres). Jeune homme, il envisage d'être prêtre,.
Dans une interview au Tampa Bay Times, il explique qu'il a adopté le prénom de « Richard » après qu'un de ses oncles ait payé ses frais de scolarité Son premier emploi à la Nouvelle-Orléans  encore enfant, était de vendre des pralines chez Leah's Pralines.
Lors de son déménagement à Los Angeles dans les années 1970, il travaille comme maître d'hôtel chez Derek's, un restaurant à Beverly Hills:157. 

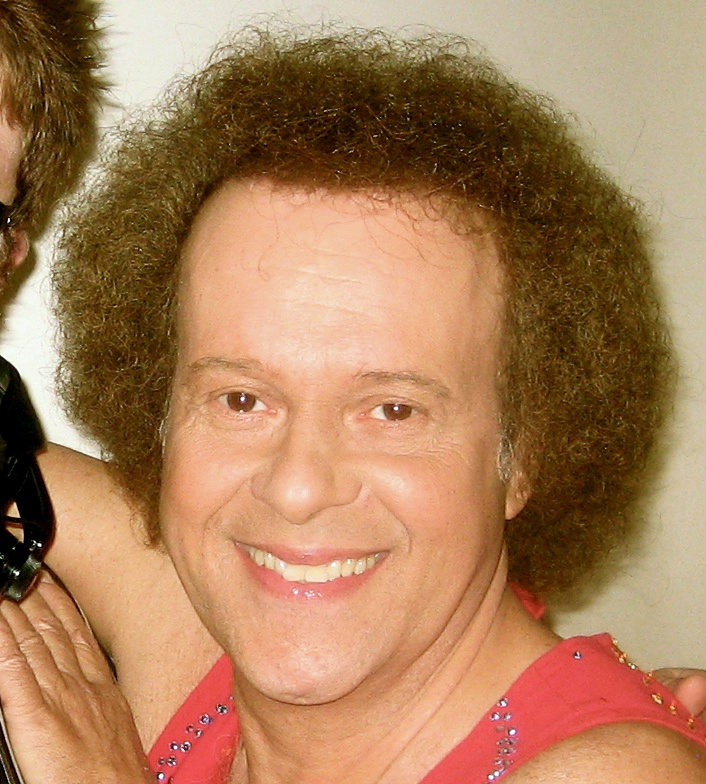
Richard Simmons en 2007.

Il développe un intérêt pour la condition physique, mais est mécontent des régimes à la mode, malsains, alors répandus, tels que le régime Hollywood / Grapefruit, le régime Scarsdale diet, les bonbons AYDS « supprimant l'appétit » et le régime Atkins. Les gymnases établis et les studios d’exercice à la mode favorisaient les clients déjà en forme ; il n’y avait donc que peu d’aide réelle pour ceux qui avaient besoin de se remettre en forme après avoir été en mauvaise santé. Son intérêt pour la forme physique l'a aidé à perdre 56 kg.

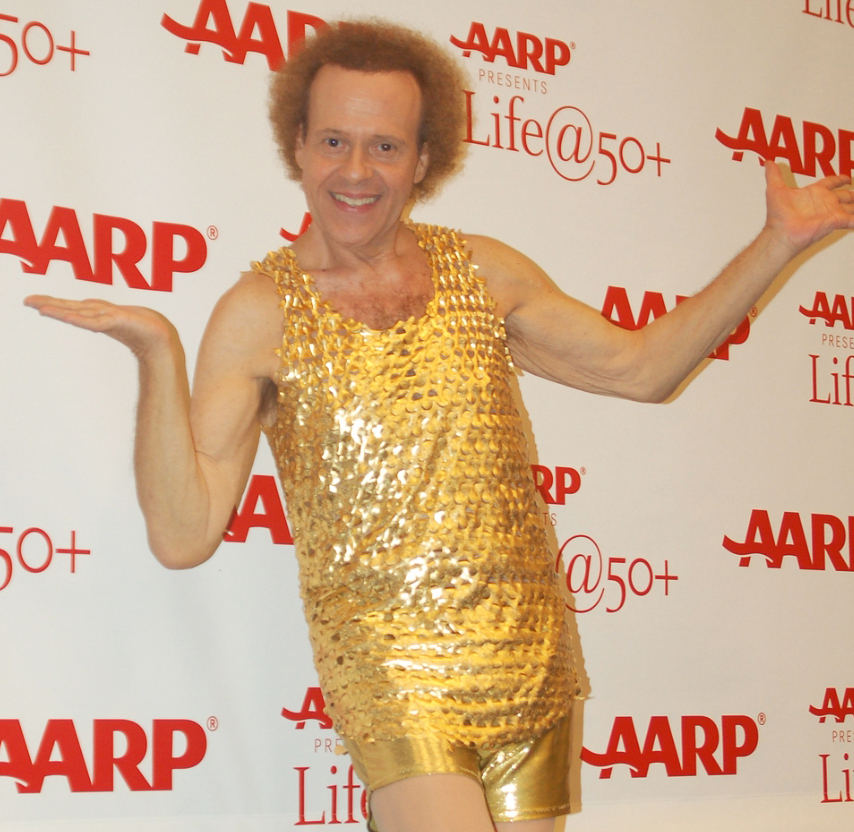
Richard Simmons en 2011.

Il ouvre ensuite son propre centre de remise en forme, appelé à l'origine « The Anatomy Asylum », où l'accent est mis sur une alimentation saine et un exercice agréable dans une atmosphère favorable. L'entreprise compte à l'origine un restaurant-bar à salades appelé Ruffage, un nom qui fait penser au mot « fourrage » grossier (fibre diététique), bien qu'il ait finalement été supprimé, l'objectif principal étant désormais uniquement d'exercer. Rebaptisé plus tard « Slimmons », l'établissement poursuit ses opérations à Beverly Hills et Simmons y enseigne des cours de motivation et d'aérobic. Slimmons est fermé en novembre 2016.
En 2010, Richard Simmons déclare ne pas avoir perdu plus de 45 kg (42 kg) de perte de poids pendant 42 ans, avoir aidé les autres à perdre du poids depuis 35 ans, et avoir aidé au cours de sa carrière sportive à faire perdre environ 12 millions de livres (5,5 millions de kg) à l'humanité.
Il utilise Internet comme méthode de diffusion en exploitant son propre site web, et dispose également de pages officielles sur de nombreux sites de réseaux sociaux comme Facebook, Twitter, Myspace et YouTube.
Il commence à attirer l'attention des médias en raison du succès de son club de santé, présenté dans l’émission Real People où il était interviewé dans son travail, présentant des clients qu'il avait aidé à perdre du poids. Il a ensuite eu des rôles invités dans les séries télévisées telles que Battlestars, Body Language, Super Password, Win, Lose or Draw, Match Game (ABC), The Price is Right, Hollywood Squares (syndication) et Figure It Out de Nickelodeon[réf. nécessaire].
La réaction positive des téléspectateurs ont valu à Simmons un rôle récurrent dans la série Hôpital central pendant quatre ans,.
En plus d'être dans les centres commerciaux, où il donnait des cours d'exercices physiques, il a attiré l'attention des médias. Au début des années 1980, Simmons a animé deux émissions : Slim Cookin et l’émission-débat primée aux Emmy Awards, The Richard Simmons Show, dans lesquelles il mettait l’accent sur la santé, la condition physique, l’exercice et une cuisine saine. The Richard Simmons Show a attiré des milliers de passionnés d’exercice, y compris Lucrecia Sarita Russo qui aurait transporté un bus complet rempli de femmes de Figure Tique de Pam[Quoi ?] pour une séance d’entraînement animée.[réf. nécessaire]

### Cinéma et télévision
En 1998, Richard Simmons joue dans le film Rudolphe le renne au nez rouge.
Il a été présent dans de nombreuses séries télévisées, notamment Whose Line Is It Anyway?, CHiPS, Saturday Night Live, The Larry Sanders Show et un épisode de Arrested Development intitulé « Bringing Up Buster ». En 1999, il joue dans une série télévisée éphémère intitulée DreamMaker. En 2007, il participe à l'émission spéciale de PBS Love Yourself and Win.
Il a joué dans des publicités télévisées pour les marques Sprint, Yoplait et Herbal Essence. À la fin de 2007, il joue dans la publicité « This is SportsCenter » sur ESPN en tant que « coach de conditionnement ». Au Canada, Simmons joue dans une publicité pour les matelas de Simmons Bedding Company. La société de matelas l'a embauché en raison de la similitude de leurs noms similaires et de l'attrait pour le public cible de la société, composé de femmes de plus de 35 ans.[réf. nécessaire]
Dans l'épisode de Rocko's Modern Life « No pain, no gain », Simmons joue un entraîneur d'exercices dirigeant une classe remplie de grands animaux anthropomorphes.
De 2006 à 2008, il anime une émission de radio sur Sirius Stars (chaîne 102 de Sirius Satellite Radio) intitulée Lighten Up with Richard Simmons,.
Richard Simmons est reconnu pour son attitude énergique et motivante, un attribut qu'il utilise pour aider les gens à perdre du poids, celle-ci est toujours présenté dans ses vidéos d'entraînement,.
Il est connu pour ses interactions personnelles avec les utilisateurs de ses produits, ayant commencé par répondre personnellement au courrier des fans qu'il avait reçu en tant que membre de la distribution de General Hospital. En 2008, il répond aux courriels et aux lettres et passe des centaines d'appels téléphoniques chaque semaine à ceux qui cherchent de l'aide.
Il affirme avoir peu d'amis et dit : « Je n'ai pas beaucoup à offrir à une personne. J'ai beaucoup à offrir à beaucoup de gens ». En plus de ses trois Dalmatiens et de ses deux domestiques, Simmons vit seul à Beverly Hills, en Californie. Bien que son orientation sexuelle ait fait l'objet de nombreuses spéculations, il n'a jamais discuté publiquement de sa sexualité,,,,.
Dans une interview accordée à Men's Health en 2012, il affirme : « Lorsque le roi est déprimé, il n'appelle ni sa femme ni le cuisinier. Il se tourne vers le petit homme au chapeau pointu et dit au bouffon "fais-moi rire". Et je suis ce bouffon de la cour ».
En septembre 2005, il participe à Entertainment Tonight pour discuter des effets de l'ouragan Katrina sur sa famille dans sa ville natale de La Nouvelle-Orléans et de son implication dans l'aide aux personnes touchées par l'ouragan. Le 29 août 2006, il participe à Your World avec Neil Cavuto alors qu’il effectue un voyage-retour à La Nouvelle-Orléans, un an après les inondations, visite qu'il répète le 2 mars 2007 et évoque son récent voyage à Washington pour sensibiliser à la loi de 2007 sur le renforcement de l'éducation physique (HR 1224).[réf. nécessaire]

## Filmographie

### Acteur
- 1980 : The Richard Simmons Show (série télévisée)
- 1985 : From Here to Maternity (TV) : entraineur
- 1995 : Disco Sweat (vidéo)
- 1998 : Rudolphe le renne au nez rouge (Rudolph the Red-Nosed Reindeer: The Movie) : Boone (voix)
- 1999 : DreamMaker (série télévisée)
- 1999 : Hercules: Zero to Hero (vidéo) : Physedipus (voix)

### Producteur
- 1988 : Sweatin' to the Oldies
- 1990 : Sweatin' to the Oldies 2
- 1991 : Sweatin' to the Oldies 3
- 1991 : Stretchin' to the Classics
- 1992 : Sweat & Shout: An Aerobic Workout